# 新川児童遊園地
新川児童遊園地（しんかわじどうゆうえんち）は、群馬県桐生市にかつて存在した遊園地である。

## 概要
かつて桐生市を流れていた新川の河川敷（現在の樹徳高校 駐車場付近）にあった。園内には観覧車や豆汽車、バッテリーカー、ボート等があり、商店街にも近いため休日等は非常に賑わったという。しかし、桐生が岡公園に遊園地が開設するに伴い閉園（実質移転）された。

## 歴史
- 開園：1953年（昭和28年）[1]5月5日[要出典]
- 閉園：1971年（昭和46年）2月28日[1]